# Октода
Октода је врста електронске цијеви са осам електрода смјештених у стаклени или метални балон са вакуумом. 
Загријана катода емитује електроне, који иду према позитивној аноди. Решетке, које се налазе између катоде и аноде омогућују регулацију струје у цијеви, и њену употребу у улози мјешача (мјешалице) сигнала, обично у локалном осцилатору радио-пријемника.

## Историја
За историјат, погледати чланак Електронска цијев.

## Начин рада и опис
Октода је настала као покушај да се и посебни триодни осцилатор интегрише у једну цијев, па тако добијамо цијев са шест решетки. Може се разматрати и као спој триоде и хексоде, гдје је триода вршила улогу осцилатора а хексода улогу мјешалице међуфреквентног сигнала са високофреквентним сигналом из антене или високофреквентног појачала. 
Примјер ове цијеви је октода АК-2.

## Примјена
Октоде су обично кориштене у међуфреквентном степену или локалном осцилатору радио-пријемника.